# Eyes of Dawn
Eyes of Dawn (hangul: 여명의 눈동자; hanja: 黎明의 눈瞳子; rr: Yeomyeongui Nundongja) é uma série de televisão sul-coreana exibida pela MBC TV de 7 de outubro de 1991 a 16 de fevereiro de 1992, estrelada por Choi Jae-sung, Chae Shi-ra e Park Sang-won. Dirigida por Kim Jong-hak e escrita por Song Ji-na, baseada no romance de 10 volumes com o mesmo nome de Kim Seong-jong (publicado em 1981), a história abrange os anos desde o período colonial japonês até a Segunda Guerra Mundial, Libertação da Coreia e Guerra da Coreia.
Com um orçamento de 7,2 bilhões de won, filmagens no exterior na China e nas Filipinas, mais de 270 atores e 21,000 extras, Eyes of Dawn foi um dos primeiros dramas coreanos a serem gravados na íntegra antes da transmissão e a maior produção coreana de televisão de sua tempo. Atingiu uma classificação de audiência máxima de 58,4%, tornando-o o nono drama coreano mais bem classificado de todos os tempos.

## Elenco
- Choi Jae-sung como Choi Dae-chi
- Chae Shi-ra como Yoon Yeo-ok
- Park Sang-won como Jang Ha-rim
- Choi Bool-am como Yoon Hong-chul, pai de Yeo-ok
- Park Geun-hyung como Choi Du-il (Suzuki)
- Lee Jung-gil como Kim Ki-mun
- Jang Hang-sun como OOE Oh Jang
- Park In-hwan como privada Gu Bo-da
- Im Hyun-sik como Hwang Sung-chul
- Kim Heung-ki como Daewi Mida Yoshinori
- Han Cha-dol como Choi Dae-woon, filho de Dae-chi e Yeo-ok
- Oh Yeon-soo como Bong-soon
- Go Hyun-jung como Ahn Myeong-ji
- Choi Hyun-mi como Lee Kyeong-ae
- Shim Yang-hong como advogado Park Chang-seok
- Nam Sung-hoon como Baek In-soo
- Lee Chang-hwan como presidente Syngman Rhee
- Min Ji-hwan como diretor Shirō Ishii da Unidade 731
- Kim Ki-joo como comandante do 15º Exército Renya Mutaguchi
- Kim Du-sam como "Maruta" polícia militar
- Kim Dong-hyun como Jang Kyung-rim, irmão mais velho de Ha-rim
- Kim So-won como mãe de Ha-rim and Kyung-rim
- Ahn Hye-sook como esposa de Kyung-rim
- Cheon Woon como geral Hwang
- Kim In-moon como Lee Min-seob
- Gook Jeong-hwan como Kim Deok-jae
- Shin Dong-hoon como líder
- Park Yong-soo como Lee Joo-hwan
- Byun Hee-bong como Park Chun-geum
- Hong Sung-min como Kwak Chun-bu
- Lee Won-jae como Jo Gwi-mun
- Kim Young-ok  como élder Kim
- Kim Ji-young como Senhora Ahn
- Choi Sang-hoon como geral Kim
- Chung Jin como Go Chang-dae
- Nam Po-dong como Bu Tae-jong
- Yoo Seung-bong como Kim Jeong-sik
- Lee Dae-ro como Ahn Jae-hong
- Choi Myung-soo como Jo Byung-ok
- Park Woong como Noh Il-young
- Lee Hyo-jung como Kim Ik-ryul
- Choi Byung-hak como chefe da polícia Moon
- Park Young-ji como detetive Oh
- Kim Young-seok como policial Song
- Park Se-joon como tenente Moon
- Jung Dong-hwan como promotor Kim Seung-won
- Jung Han-heon como Nishihara
- Kim Hong-seok como Oowaku
- Im Dae-ho como Kenji
- Yoon Cheol-hyeong como tenente Tamura da Unidade 731
- Lee Hee-do como privada Ohara da Unidade 731
- Hong Soon-chang como 동물반 Isaki da Unidade 731
- Yoon Moon-sik como Go-ga
- Jung Sung-mo como Lee Sung-do
- Jung Ho-keun como Kwon Dong-jin
- Jung Myung-hwan como Kang Gyun
- Song Kyung-chul como agente do Escritório de Serviços Estratégicos Park Il-guk
- Kim Joo-young como Seo Kang-cheon
- Kim Hyun-joo como Ga Jeuk-ko, amante de Ha-rim e proprietário de pensão
- Jeon Mi-seon como Oh Soon-ae
- Lee Young-dal como avô de Soon-ae
- Kim Na-woon como Mae-ran
- Kwak Jin-young como Im Gap-saeng
- Jung Ok-seon como esposa do Senhor Go
- Lee Sung-woong como japonês 고등계 detetive Yamada
- Maeng Sang-hoon como Konno
- Lee Mi-kyung como Hanako
- Kwon Eun-ah como Min-hee
- Kim Gil-ho como pai Ga Jeuk-ko
- Nam Young-jin como Kwon Joong-gu
- Hwang Beom-sik como Choi Sung-geun
- Im Moon-soo como oficial do Partido Comunista
- Kim Ki-hyun como Kim Ki-mun
- Noh Young-guk como Kim Ho
- Han Suk-kyu como jovem de Seobuk
- Im Chang-jung como Gil-soo
- Na Young-jin como Comissário do Povo
- Hong Seong-seon como jovem com braçadeira
- Seo Young-ae como mulher de Sang-beom
- Moon Mi-bong como velha Kim
- Dennis Christen como tenente-coronel 아얄티
- Han Eun-jin como velha Geum
- Kim Yoon-hyeong como geral Kim
- Park Young-tae como Han Kyu-hee
- Kim Dong-wan como cirurgião da Unidade 731
- Han Tae-il como daewi da Unidade 731
- Yoo Toong como membro da equipe da sede da Unidade 58
- Lee Chi-woo como sargento
- Cha Jae-hong como detetive Kang
- Ahn Jin-soo como Choi Cheon
- Kim Myung-soo como Jong-hoon
- Park Kyung-hyun como interrogador Uhm
- Hong Seung-ok como esposa de Sung-chul
- Yoo Myung-soon como mãe de Il-gook
- Park Jong-seol como polícia militar japonesa 빨치산
- Oh Seung-myung como diretor comissário
- Hwang Yoon-geol como membro do Partido Comunista
- Lee Byung-sik como interrogador 1 do Partido Comunista
- Kim Dong-hyun como interrogador 2 do Partido Comunista
- Shim Woo-chang como membro do Partido Comunista
- Lee Seong-ho como membro do Partido Comunista
- Cha Yoon-hee como homem na ilha de Jeju
- Park Hyeong-joon como jovem em protesto anti-privatização
- Gu Bo-seok como trabalhador partidário

## Prêmios
1991 MBC Drama Awards
- Prêmio de excelência superior, ator: Choi Jae-sung
- Prêmio de excelência superior, atriz: Chae Shi-ra

1992 Baeksang Arts Awards
- Prêmio técnico: Jo Su-hyeon
- Ator Mais Popular (TV): Park Sang-won
- Melhor ator (TV): Choi Jae-sung
- Melhor atriz (TV): Chae Shi-ra
- Melhor diretor (TV): Kim Jong-hak
- Melhor drama
- Grande prêmio (Daesang) para a televisão

1992 Korean Broadcasting Awards
- Melhor drama